# Campeonato Chileno de Futebol de 2010 - Segunda Divisão
O Campeonato Chileno de Futebol de Segunda Divisão de 2010 (oficialmente Campeonato Nacional de Primera B "del Bicentenario" de la Asociación Nacional de Fútbol Profesional de Chile 2010) foi a 60ª edição do campeonato do futebol do Chile, segunda divisão, no formato "Primera B". Na primeira fase, os 14 clubes jogam em turno e returno em dois grupos regionais. Na segunda fase há um hexagonal, onde os dois primeiros são promovidos para o Campeonato Chileno de Futebol de 2011. Os dois subsequentes do hexagonal jogariam partidas de ida e volta com os antepenúltimos colocados (Corporación Club de Deportes Santiago Morning e Club Deportivo Universidad de Concepción). O último colocado era rebaixado para o Campeonato Chileno de Futebol de 2011 - Terceira Divisão.

## Participantes
| Equipe                               | Cidade       | Região                       | No ano anterior                                                      | Estádio                                 | Capacidade | Títulos                      | Participações |
| ------------------------------------ | ------------ | ---------------------------- | -------------------------------------------------------------------- | --------------------------------------- | ---------- | ---------------------------- | ------------- |
| Club de Deportes Unión La Calera     | La Calera    | Região de Valparaíso         | Décimo Primeiro Lugar                                                | Estádio Municipal Nicolás Chahuán Nazar | 10.000     | 2 (1961, 1984)               | 35            |
| Club de Deportes Copiapó             | Copiapó      | Região de Atacama            | Décimo Terceiro Lugar                                                | Estádio Luis Valenzuela Hermosilla      | 8.000      | 0 (não possui)               | 8             |
| Club Deportivo San Marcos de Arica   | Arica        | Região de Arica e Parinacota | Quarto Lugar                                                         | Estádio Carlos Dittborn                 | 10.000     | 1 (1981)                     | 28            |
| Club de Deportes Puerto Montt        | Puerto Montt | Região de Los Lagos          | Décimo Lugar                                                         | Estádio Regional de Chinquihue          | 5.300      | 1 (2002)                     | 18            |
| Club de Deportes Lota Schwager       | Coronel      | Região de Bío-Bío            | Décimo Segundo Lugar                                                 | Estádio Municipal Federico Schwager     | 18.500     | 2 (1969, 1986)               | 26            |
| Club de Deportes Coquimbo Unido      | Coquimbo     | Região de Coquimbo           | Quinto Lugar                                                         | Estádio La Pampilla                     | ---        | 2 (1962, 1977)               | 27            |
| Club de Deportes Naval               | Talcahuano   | Região de Bío-Bío            | Décimo Lugar                                                         | Estádio El Morro                        | 7.152      | 0 (não possui)               | 8             |
| Club Deportivo Provincial Osorno     | Osorno       | Região de Los Lagos          | Sexto Lugar                                                          | Estádio Municipal Rubén Marcos Peralta  | 12.000     | 3 (1990, 1992, 2007)         | 19            |
| Club Social y de Deportes Concepción | Concepción   | Região de Bío-Bío            | Nono Lugar                                                           | Estádio Municipal de Concepción         | 35.000     | 2 (1967, 1994)               | 9             |
| Club de Deportes Antofagasta         | Antofagasta  | Região de Antofagasta        | Sétimo Lugar                                                         | Estádio Regional de Antofagasta         | 26.339     | 1 (1968)                     | 24            |
| Club Provincial Curicó Unido         | Curicó       | Região de Maule              | Rebaixado do Campeonato Chileno de Futebol de 2009                   | Estádio La Granja                       | 8.000      | 1 (2008)                     | 20            |
| Club de Deportes Iquique             | Iquique      | Região de Tarapacá           | Rebaixado do Campeonato Chileno de Futebol de 2009                   | Estádio Municipal de Iquique            | -----      | 2 (1979, 1997 Clausura)      | 15            |
| Club Social de Deportes Rangers      | Talca        | Região de Maule              | Rebaixado do Campeonato Chileno de Futebol de 2009                   | Estádio Fiscal de Talca                 | 8.324      | 3 (1988, 1993 1997 Apertura) | 16            |
| Club Deportivo Unión Temuco          | Temuco       | Região de Araucanía          | Acesso pelo Campeonato Chileno de Futebol de 2009 - Terceira Divisão | Estádio Municipal Germán Becker         | 20.930     | 0 (não possui)               | 1             |

## Campeão
| Campeão Chileno Segunda Divisão 2010                   |
| ------------------------------------------------------ |
| Club de Deportes Iquique (Iquique) (3º título) Campeão |